# Поливановка (Ульяновская область)
Поливановка — упразднённая деревня в Новоспасском районе Ульяновской области России. На момент упразднения входила в состав Самайкинского сельского поселения.

## География
Деревня находилась на правом берегу реки Томышевка (приток Сызранки), напротив села Самайкино и в 26 км к северу от районного центра.

## История
Исключена из учётных данных в 2002 году постановлением заксобрания Ульяновской области от 10.12.2002 г. № 066-ЗО

## Население
С 1994 года в деревне отсутствовало постоянное население.